# Chronique des États Péninsulaires
 (juillet 2024).
 (juillet 2024).
La Chronique d'Aragon de 1305 , également connue sous le nom de Chronique des États péninsulaires ou Chronique écrite en navarro-aragonais, est une histoire médiévale de l'Espagne. Rédigée en aragonais, elle est dédiée à la fois au royaume d'Aragon et au royaume mythique de Sobrarbe. Une première version est achevée en 1305 et un supplément en 1328. Selon Ubieto Arteta, elle fut écrite par un moine du monastère de Montearagón. Il manque à cette chronique un début (concernant les conquêtes musulmanes) et une fin (décrivant les rois d'Aragon avant le XIIe siècle). Les manuscrits de la chronique contiennent des descriptions détaillées sur des épisodes historiques les plus importants de l'histoire d'Aragon, tels que la bataille d'Alcoraz, les exploits chevaleresques de Rodrigo Díaz de Vivar et sur la reconquête de l'Andalousie par le roi Alphonse Ier.

## Origines

### Contexte historique
En premier lieu, le contexte de création de la Chronique aragonaise de 1305 s'inscrit dans une période liée à des pressions religieuses, des conflits militaires à cette période cruciale pour la Reconquista, et des proximités entre le monastère de Montearagón, et celui de San Juan de la Peña. De plus, la « Chronique aragonaise » de 1305 a été écrite pendant le règne de Jacques II dit « le Juste »; où parallèlement ce dernier a agrandit les territoires du royaume d'Aragon avec ses conquêtes militaires des îles Baléares, de Minorque,, de Majorque et également avec l'acquisition de la Sardaigne. Secondement, le roi d'Aragon a continué la politique expansionniste de son père Pierre III dit « le Grand », alors connu pour avoir annexé le royaume de Sicile et surtout après avoir usurpé le titre de roi de Sicile en 1285 à la dynastie princière des ducs d'Anjou, qui étaient aussi comtes de Provence dès la fin du XIIIe siècle.
Les Archives de la Couronne d'Aragon ont été en grande partie réunies par Jesus-Ernesto Martínez Ferrando en 1958. Elles incluent des dépôts en France, ainsi que des archives provenant de Barcelone, de Valence et de Majorque. En ce qui concerne Valence, quatre publications sont particulièrement importantes : les Archives de Valence par F Mateu y Llopi; l'inventaire des testaments des souverains médiévaux conservés dans les Archives royales de Valence; l'inventaire de la documentation notariée des Archives municipales de Valence; l'inventaire des parchemins des Archives de la cathédrale de Valence, rédigé par E. Olmos Canalda. Ces archives peuvent aussi être en hébreu ou arabe. D'autres archives sont conservées à la Real Academia de la Historia à Madrid. En effet, dès 1089, la communauté des augustins qui se trouvait au Monastère de San Juan de la Peña a été transférée vers le nouveau château de Montearagón construit par le roi Sanche Ramirez quatre-ans auparavant , et ceci confirmant le nouveau rôle-clé du Château-Monastère de Montearagón, afin de mieux protéger la communauté religieuse des Augustins face aux troubles militaires notamment.

### Contexte littéraire
La littérature hagiographique et fictionnelle du Moyen Âge hispanique regorge de « sancto, miraglo », vision et fait merveilleux, créant ainsi un imaginaire qui s'étend également au discours historiographique. Même si aucune recherche n'a été menée sur la présence et le rôle des miracles dans la production historiographique de la Couronne d'Aragon, une première analyse globale du phénomène est possible grâce aux « Repertori de llegendes historiogràfique » d'Anna Cortadellas i Vallès.

### Contexte du document

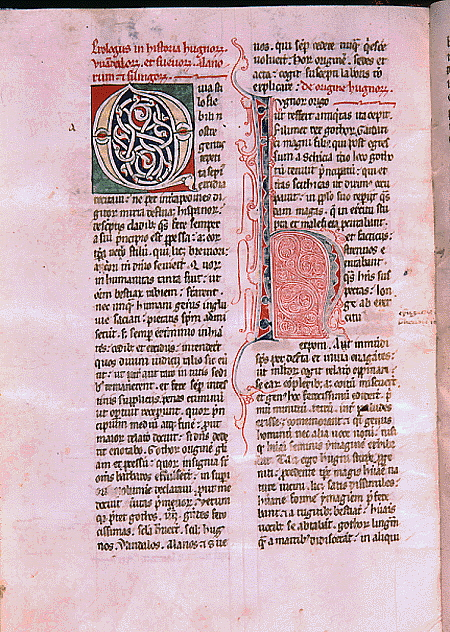
Manuscrit du «De rebus Hispaniae»'.

L'écriture de la Chronique aragonaise a vu le jour à la suite de la composition d'un document littéraire intitulé « De rebus Hispaniae », ou « historia gótica » dont l'auteur n'est autre que l'évêque de Tolède Rodrigo Jiménez de Rada. En effet le roi Ferdinand III dit le saint roi de Castille a appuyé l'évêque de Tolède pour l'écriture de cette chronique dont la première réalisation a permis d'utiliser le latin comme langue vernaculaire.
« Dans les chroniques royales castillanes de la fin du Moyen Âge, la manière dont les souverains sont montrés en train de priver leurs sujets de leur pouvoir, et ce que cela signifie pour eux, a évolué de manière significative entre le milieu du XIVe et le milieu du XVe siècle. Les récits de destitution du pouvoir royal sont le plus souvent encadrés par des descriptions de procédures judiciaires. Pourtant, la nature de cette justice et la manière dont les souverains ont agi pour séparer la personne et le pouvoir ont beaucoup changé au cours de cette période. Ces changements sont la conséquence de deux périodes clés d'innovation dans les institutions judiciaires et les expressions de l'autorité royale, l'une dans les dernières décennies du quatorzième siècle, l'autre après 1420. Les représentations de souverains dépouillant des biens spécifiques pour punir des crimes ont cédé la place à des souverains déployant leur autorité, justifiée par leurs intérêts, pour limiter la capacité de leurs rivaux à exercer le pouvoir ».
En 1253, également, la version en aragonais a été publiée en tant que « Estoria de los Godos », et ce permettant pour les deux versions de l'histoire des Goths de retracer les origines légendaires du royaume d'Aragon, , et de Castille,, dans un contexte où les royaumes chrétiens cherchaient à légitimer leurs puissances afin de reprendre la mainmise sur les territoires ibériques conquis par les musulmans depuis 711, ou le royaume wisigoth a cessé d'exister conduisant à la primauté de l'émirat de Cordoue entre le VIIIe siècle et le Xe siècle. La Chronique de San Juan de la Peña a fait suite à la seconde réédition de la «Chronique aragonaise» republiée en 1328. En effet, le roi d'Aragon Pierre IV a participé dans le cadre de la réécriture d'une histoire légendaire des rois d'Aragon à sa traduction en latin, et ce permettant d'enraciner son pouvoir légitime dans une hérédité dynastique propre aux rois d'Aragon.

## Caractéristiques

### Faits littéraires
La toute première des caractéristiques littéraires relevée dans la Chronique aragonaise concerne le terme catalan « poagra », dont la racine est originaire du grec « podágra ». Ce terme a été documenté en première forme, notamment à cause d'une maladie marquée par une élévation de l'acide urique concentrée dans le sang et qui touche également les pieds. Une mention très spécifique expliquée et mise par écrit dans la chronique aragonaise montre la cause de la mort du roi de León, Ordoño IV ou Bermudo II, surnommé « "el Gotoso" » à cause d'effets indésirables causés par le poagra.

### Faits historiques

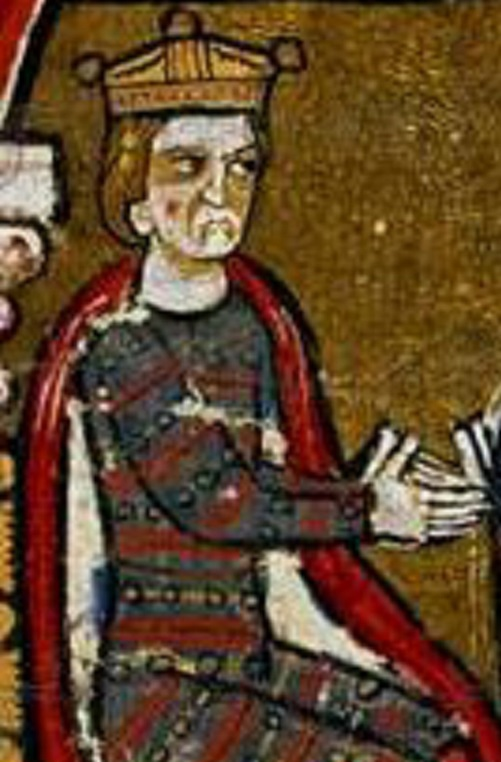
Pierre II le Catholique, enluminure issue du Liber feudorum Ceritaniae. Unique représentation contemporaine du souverain, réalisée entre 1200 et 1209. fol. 64v. Reg. n.º 4. Archives de la Couronne d'Aragon.

En second point, la Chronique aragonaise relate avant tout le contexte de la Reconquista, et le rôle qu'ont joué les successions de rois d'Aragon à partir du XIIe siècle, contre les musulmans établis dans la péninsule ibérique avec des souverains tels qu'Alphonse 1er d'Aragon, Pierre II d'Aragon, Pierre III d'Aragon dit « le Grand » ; mais aussi au travers de l'enfance du futur roi d'Aragon Pierre IV dit « le Cérémonieux », et qui n'est encore que l'héritier présomptif de la couronne aragonaise au moment de la seconde réédition de la chronique vernaculaire en 1328. On peut citer notamment la bataille de Las Navas de Tolosa qui a eu lieu en 1212, auquel la coalition castillo-aragonaise menée par Pierre Ier d'Aragon, et Alphonse VIII de Castille a vaincu l'armée musulmane, ce qui a permis à la chronique de montrer comment les rois d'Aragon avaient leurs propres rôles à jouer, pour libérer les territoires hispaniques de la domination musulmane au début du XIIIe siècle. La bataille d'Alcoraz remportée par les aragonais au Xe siècle, le rôle qu'a joué Rodrigo Díaz de Vivar surnommé «El Cid Campeador», permettant de lutter efficacement contre les Maures établis dans la péninsule ibérique, de par sa reconquête de la ville de Tolède au XIe siècle notamment, témoignent d'éléments centraux de la «Chronique aragonaise», enracinant la légitimée du document littéraire et iconographique propagée grâce à sa publication, et considérée comme une histoire des origines dynastiques propices à l'épanouissement du royaume d'aragon, et reliée parallèlement à sa lutte territoriale contre les musulmans pendant le contexte de la Reconquista, mais aussi dans le but de renforcer le pouvoir des rois d'Aragon.

## Édition
- Crónica de los estados peninsulares : texto del siglo xiv. étude préliminaire, édition et index par Ubieto Arteta, Antonio. Université de Grenade. 1955.

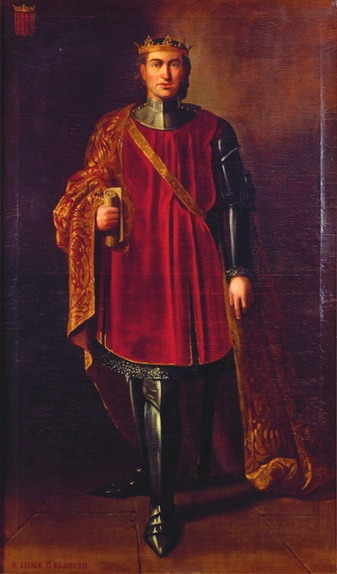
Portrait imaginaire du roi Jacques II d'Aragon (1267-1327)[2], fils du roi Pierre III d'Aragon et de la reine Constance II de Sicile[N 5][36], frère et successeur du roi Alphonse III d'Aragon[34].
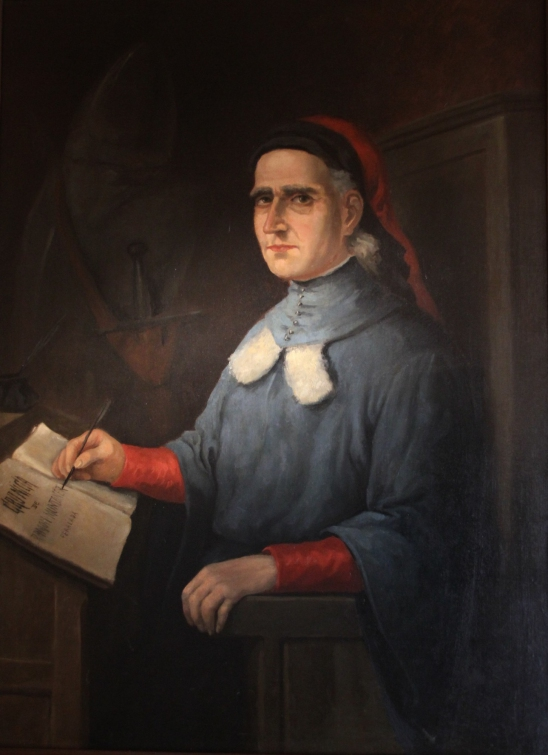
Le portrait imaginaire de Ramon Muntaner réalisé à l'instigation d' un peintre anonyme rappelle que ce chroniqueur qui vécut au début du XIVe siècle est l'auteur d'un récit hagiographique considéré ainsi comme l'une des nombreuses histoire des rois héréditaires de la Couronne d'Aragon depuis le début du XIIIe siècle, et ce jusqu'aux années 1328-1341, faisant référence à sa composition et mise par écrit de son œuvre originale intitulée la Chronique de Ramon Muntaner.